# Eric Prydz
Eric Prydz (Estocolmo, 19 de julho de 1976) é um DJ e produtor sueco, também conhecido como Pryda. Eric fez parte do Swedish House Mafia, mas abandonou o supergrupo em 2008 por ter medo de voar de avião.
Em 2009 ficou colocado em #34 no Top 100 DJ Poll da DJ Magazine.
É conhecido pelas músicas "Call on Me", "Proper Education", "Pjanoo", "Every Day" e "Liberate" e mais recentemente por "Generate" e "Opus".

## Discografia

### Álbuns de estúdio
| Título | Detalhe do álbum                                                                                   |
| ------ | -------------------------------------------------------------------------------------------------- |
| Opus   | - Lançamento: 5 de fevereiro de 2016 - Gravadora: Astralwerks - Formatos: CD, LP, digital download |

## Singles

### Como artista principal
| Título                                                                                        | Ano  | Posições em paradas músicais | Posições em paradas músicais | Posições em paradas músicais | Posições em paradas músicais | Posições em paradas músicais | Posições em paradas músicais | Posições em paradas músicais | Posições em paradas músicais | Posições em paradas músicais | Certificações                                           | Álbum             |
| Título                                                                                        | Ano  | SUE                          | AUS                          | AUT                          | BEL                          | FRA                          | ALE                          | HOL                          | SUI                          | UK                           | Certificações                                           | Álbum             |
| --------------------------------------------------------------------------------------------- | ---- | ---------------------------- | ---------------------------- | ---------------------------- | ---------------------------- | ---------------------------- | ---------------------------- | ---------------------------- | ---------------------------- | ---------------------------- | ------------------------------------------------------- | ----------------- |
| "Call on Me"                                                                                  | 2004 | 1                            | 2                            | 1                            | 4                            | 1                            | 1                            | 10                           | 2                            | 1                            | - GLF: ouro - ARIA: platina - BPI: platina - SNEP: ouro | Non-album singles |
| "Woz Not Woz" (with Steve Angello)                                                            | 2005 | —                            | —                            | —                            | —                            | 50                           | 63                           | —                            | 84                           | 55                           |                                                         | Non-album singles |
| "Proper Education" (vs. Pink Floyd)                                                           | 2006 | 7                            | 20                           | 20                           | 2                            | 10                           | 4                            | 4                            | 12                           | 2                            |                                                         | Non-album singles |
| "Pjanoo"                                                                                      | 2008 | 6                            | —                            | 22                           | 8                            | 21                           | 34                           | 3                            | 31                           | 2                            | - BPI: prata                                            | Non-album singles |
| "Niton (The Reason)"                                                                          | 2011 | —                            | —                            | —                            | 18                           | —                            | 66                           | 82                           | —                            | 45                           |                                                         | Non-album singles |
| "Every Day"                                                                                   | 2012 | —                            | —                            | —                            | 5                            | —                            | —                            | 61                           | —                            | —                            |                                                         | Opus              |
| "Liberate"                                                                                    | 2014 | —                            | —                            | —                            | 50                           | —                            | —                            | —                            | —                            | 71                           |                                                         | Opus              |
| "Opus"                                                                                        | 2015 | —                            | —                            | —                            | 3                            | —                            | —                            | —                            | —                            | —                            |                                                         | Opus              |
| "—" indica que a gravação não foi incluída nas paradas ou não foi distribuída naquela região. |      |                              |                              |                              |                              |                              |                              |                              |                              |                              |                                                         |                   |

### PRYDA
2004
- Human Behaviour / Lesson One
- Spooks / Do It

2005
- Aftermath / The Gift
- Nile / Sucker DJ

2006
- Shadows
- Remember / Frankfurt

2007
- Genesis
- Ironman / Madderferrys
- Muranyi / Balaton
- Rymd / Armed

2008
- Europa / Odyssey
- Pjanoo / F12
- Evouh / Wakanpi / Rakfunk

2009
- Animal / Miami To Atlanta / Loaded
- Melo / Lift / Reeperbahn
- Waves / Alfon

2010
- RYMD 2010 / Inspiration

### A&P Project
2003
- Sunrize

### Sheridan
2002
- Sunlight Dancing

2002
- Wants Vs Needs

2004
- High On You

### AXER
2006
- 123 / 321

### Moo
2002
- Seashells

2003
- Jonico (Moo & Luciano Ingrosso)

### Cirez D
2004
- Control Freak

2004
- Deep Inside

2004
- Diamond Girl

2005
- Knockout

2005
- Re-Match

2005
- Teaser

2006
- Mouseville Theme

2006
- Punch Drunk / Copyrat

2007
- Horizons / Tigerstyle

2008
- Läget?

2008
- Stockholm Marathon / The Journey

2009
- The Tunnel / Raptor

2009
- On Off / Fast Forward

2010
- Glow / Bauerpost

### Remixes
2002
- Outfunk – Echo Vibes (Eric Prydz Remix)
- Star Alliance – PVC (Eric Prydz Remix)
- Par-T-One – I'm Crazy (Eric Prydz Remix)

2003
- Harry's Afro Hut – C'Mon Lady (Eric Prydz Mix)
- Outfunk – Lost In Music (Eric Prydz Remix)
- Steve Angello – Voices (Eric Prydz Remix)
- SNAP Vs Motivo – The Power (Eric Prydz Remix)
- M Factor – Come Together (Eric Prydz New Vocal Mix)
- M Factor – Come Together (Eric Prydz Dub)
- The Attic – Destiny (Eric Prydz Remix)
- Futureshock – Pride's Paranoia (Eric Prydz Remix)
- Smoked – Metropolis (Eric Prydz Remix)
- Pet Shop Boys – Miracles (Eric Prydz Remix)
- Aloud – Sex & Sun (Eric Prydz Remix)

2004
- Duran Duran – Reach Up For The Sunrise (Eric Prydz Remix)
- Shapeshifters – Lola's Theme (Eric Prydz Remix)
- Mutiny – Holding On (Eric Prydz Remix)
- Alter Ego – Rocker (Eric Prydz Remix)

2005
- Axwell – Feel The Vibe (Eric Prydz Remix)
- Howard Jones – And Do You Feel Scared (Eric Prydz Remix)
- Eric Prydz – In & Out (Eric Prydz Remix)

2006
- Switch – A Bit Patchy (Eric Prydz Remix)
- Paolo Mojo – 1983 (Eric Prydz Remix)
- Michael Jackson – Thriller (Eric Prydz Remix)
- Duran Duran – Nice (Main Mix)
- Duran Duran – Nice (Radio Mix)
- Double 99 – Ripgroove 2006 (Cirez D Remix)
- Inner City – Good Life (Eric Prydz Summer Edit)

2007
- Sven Väth – The Beauty And The Beast (Eric Prydz Remix)

2008
- Christian Smith & John Selway – Total Departure (Cirez D Remix)
- Paolo Mojo & Jim Rivers – Ron Hardy Said (Eric Prydz Remix)

2009
- Sébastien Léger – The People (Eric Prydz Remix)
- Calvin Harris – Flashback (Eric Prydz Remix)

2010
- Faithless - Not Going Home

2011
- Depeche Mode - Never Let Me Down Again (Eric Prydz Remix)
- Depeche Mode - Personal Jesus 2011 (Eric Prydz Remix)
- M83 - Midnight City (Eric Prydz Private Remix)